# Siniša Anđelković
Siniša Anđelković (Kranj, 13 de fevereiro de 1986) é um futebolista profissional esloveno que atua como defensor.

## Carreira
Siniša Anđelković começou a carreira no Triglav Kranj.